# Liste der politischen Parteien in Angola
Diese Liste verzeichnet die politischen Parteien in Angola.
Nach der Unabhängigkeit von Portugal 1975 und dem anschließenden Einparteiensystem der MPLA wurden erst ab 1990 unabhängige Parteien in Angola zugelassen. Nach den Wahlen zur Nationalversammlung Angolas 2012 wurden gesetzeskonform 67 Parteien aufgelöst, und es verblieben elf Parteien. 19 Parteien wurden dabei aufgelöst, weil sie weniger als 0,5 % der Stimmen erreichten, und 48 Parteien verloren ihre Zulassung, weil sie nicht zweimal in Folge zu Wahlen antraten.

## Im Parlament vertretene Parteien
- Movimento Popular de Libertação de Angola („Volksbewegung zur Befreiung Angolas“, MPLA, seit 1990 sozialdemokratisch, zuvor sozialistisch)
- União Nacional para a Independência Total de Angola („Nationale Union für die völlige Unabhängigkeit Angolas“, UNITA, konservativ)
- Frente Nacional de Libertação de Angola („Nationale Front zur Befreiung Angolas“, FNLA, konservativ-liberal, ethnisch mit den Bakongo verbunden)
- Partido de Renovação Social („Partei der sozialen Erneuerung“, PRS, ethnisch mit den Chokwe verbunden)
- Convergência Ampla de Salvação de Angola - Coligação Eleitoral („Breite Vereinbarung zur Rettung Angolas - Koalition zur Wahl“, CASA-CE), Koalitionspartei aus:
  - Partido de Aliança Livre de Maioria Angolana („Partei der freien Allianz der angolanischen Mehrheit“, PALMA)
  - Partido de Apoio para Democracia e Desenvolvimento de Angola – Aliança Patriótica („Partei zur Förderung von Demokratie und Entwicklung in Angola“, PADDA-AP)
  - Partido Pacífico Angolano („Pazifistische Partei Angolas“, PPA)
  - Partido Nacional de Salvação de Angola („Nationale Partei der Rettung Angolas“, PNSA)

## Außerparlamentarische Parteien
- Partido Democrático para o Progresso de Aliança Nacional de Angola („Demokratische Partei für den Fortschritt und die Nationale Allianz“, PDP-ANA)
- Bloco Democrático („Demokratischer Block“, BD)
- Movimento de Defesa dos Interesses de Angola - Partido de Consciência Nacional („Bewegung zur Verteidigung angolanischer Interessen - Partei des Nationalen Bewusstseins“, MDIA-PCN) Anm.: seit 2012 droht der MDIA-PCN ein Auflösungsantrag der Staatsanwaltschaft